# Hauterive (Neuchâtel)
Hauterive é uma comuna da Suíça, situada no cantão de Neuchâtel. Tem 2,07 km² de área e sua população em 2018 foi estimada em 2.623 habitantes.